# Guillermo Alvarez
Guillermo Alvarez (né le 24 octobre 1982) est un gymnaste américain.